# 波哥隱鰭鯰
波哥隱鰭鯰（學名：Pterocryptis bokorensis），為輻鰭魚綱鯰形目鯰科的其中一種，為熱帶淡水魚，分布於亞洲湄公河流域，體長可達15公分，棲息在底層水域，生活習性不明。